# Alfa-Bungarotoxina

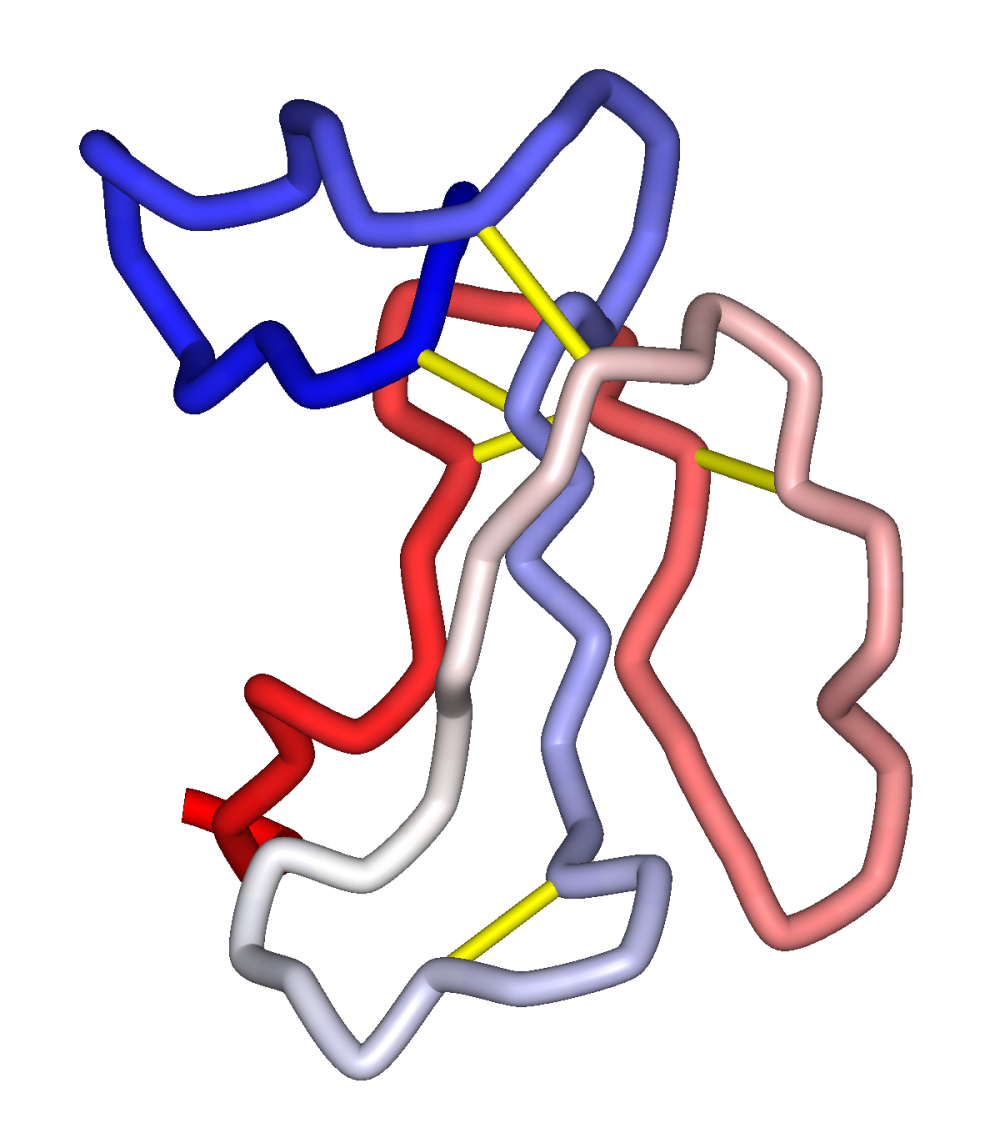
Diagrama esquemático tridimensional de la estructura de la α-bungarotoxina. Los enlaces disulfuro se muestran en color amarillo. De.

La α-bungarotoxina es uno de los componentes del veneno de serpiente de las serpientes rayadas taiwanesas, a veces llamadas krait  (Bungarus multicinctus).  Se une irreversible y competitivamente a los receptores de acetilcolina que se encuentran en la unión neuromuscular, causando parálisis, fallo respiratorio y muerte de la víctima.  
La α-bungarotoxina además es un antagonista selectivo del receptor nicotínico de la acetilcolina α7 en el cerebro, y como tal tiene aplicaciones en investigación en neurociencias, aunque no se utiliza en terapia medicinal.
la α-bungarotoxina ha sido caracterizada, debido a que es Similar a las Neurotoxinas Tipo II grande o larga de otros Venenos Elapidicos

## Historia
La Bungarotoxina fue descubierta por Chuan-Chiung Chang y Chen-Yuan Lee de la Universidad Nacional de Taiwán en 1963.

## Toxicología
El envenenamiento de serpiente es un problema clínico importante, con una media de 2,5 millones de casos en todo el mundo cada año. Es un problema particularmente importante en Asia y África, donde se calcula que la tasa anual de mortalidad debido a las mordeduras de serpiente en 100.000 y 20.000, respectivamente. En Estados Unidos, hay aproximadamente 8000 mordeduras de serpientes venenosas por año, lo que resulta en 5 a 10 muertes. Las víctimas de mordeduras de serpientes envenenamiento krait tienen un amplio espectro de síntomas, como pueden ser ptosis, exolftalmos, disfagia, disnea, y  debilidad neuromuscular. En pacientes severamente envenenados con volúmenes corrientes a menos de 200 ml, cianosis y el habla no, se requiere respiración mecánica. El tiempo entre la mordedura y el inicio de los síntomas osciló entre 30 minutos y 50 horas.